# Чарня (гмина)
Чарня (пол. Czarnia) — сельская гмина (волость) в Польше, входит как административная единица в Остроленкский повет, Мазовецкое воеводство. Население — 2635 человек (на 2004 год).

## Демография
| Перепись                       | Всего   | Всего | Женщины | Женщины | Мужчины | Мужчины |
| ------------------------------ | ------- | ----- | ------- | ------- | ------- | ------- |
| Единицы                        | человек | %     | человек | %       | человек | %       |
| Население                      | 2635    | 100   | 1280    | 48,6    | 1355    | 51,4    |
| Плотность населения (чел./км²) | 28,5    | 28,5  | 13,8    | 13,8    | 14,6    | 14,6    |

## Сельские округа
1. Бандысе
2. Бжозовы-Конт
3. Цупель
4. Цык
5. Чарня
6. Длуге
7. Михалово
8. Рутково
9. Сурове

## Соседние гмины
1. Гмина Бараново
2. Гмина Хожеле
3. Гмина Мышинец
4. Гмина Розоги
5. Гмина Вельбарк